# Waldemar Fiúme
Waldemar Fiúme   (São Paulo, 12 d'octubre de 1922 - São Paulo, 6 de novembre de 1996) fou un futbolista brasiler de la dècada de 1940.
Fou un dels grans ídols del Palmeiras durant les dècades de 1940 i 1950, on jugà 601 partits (337 victòries, 120 empats, 144 derrotes), quart jugador de la història amb més partits per darrere de Ademir da Guia (901 partits), Emerson Leão (617 partits) i Dudu (609 partits).